# Museo civico di scienze naturali Enrico Caffi
Il Museo civico di scienze naturali Enrico Caffi di Bergamo, situato in Città Alta nella Cittadella vicino al Civico museo archeologico di Bergamo, conserva più di un milione di reperti distribuiti su una superficie espositiva di oltre 1800 m².

## Storia
Il museo ha origine nel 1871, grazie a una riorganizzazione delle collezioni del Regio Istituto Tecnico raccolte tra il 1860 e il 1870 da vari docenti dell'istituto.
Queste collezioni costituiranno il nucleo del museo, la decisione dell'apertura risale al periodo tra il 1905 e il 1914, quando gli scavi nella cava di argilla presso Petosino portano alla luce un enorme mammuth, oggi esposto presso il museo e si valuta dunque utile l'istituzione di un autonomo museo al posto dell'apertura feriale delle collezioni dell'Istituto Tecnico.
Il museo è infine inaugurato poco prima della fine della prima guerra mondiale, il 14 giugno 1918, presso Palazzo Nuovo, oggi sede della biblioteca civica Angelo Mai: primo direttore dell'istituzione fu il sacerdote Enrico Caffi, che guidò il museo incrementandone notevolmente le raccolte fino al 1947, fino a 1979 al passaggio a Mario Guerra.
Tra le collezioni più antiche figurano la Raccolta lepidotterologica di Antonio Curò (circa 12.000 esemplari), la raccolta ornitologica di Giovanni Battista Camozzi Vertova e la raccolta malacologica di Giovanni Piccinelli.
Nel 1960 le collezioni vennero spostate nell'attuale sede, nel palazzo della Cittadella Viscontea.

## Patrimonio museale
Il museo è composto da diverse sezioni, dedicate ai temi della zoologia, dell'entomologia, della geologia, della paleontologia, nonché di recente anche al tema dell'etnografia.
Particolare attenzione è riservata all'attività didattica e alla interattività in forma non digitale: nel museo si possono usare dei microscopi, o leggere libri o usare vetrine tattili. Un apposito percorso con scritte in Braille è allestito per i non vedenti.

### Sezione di paleontologia

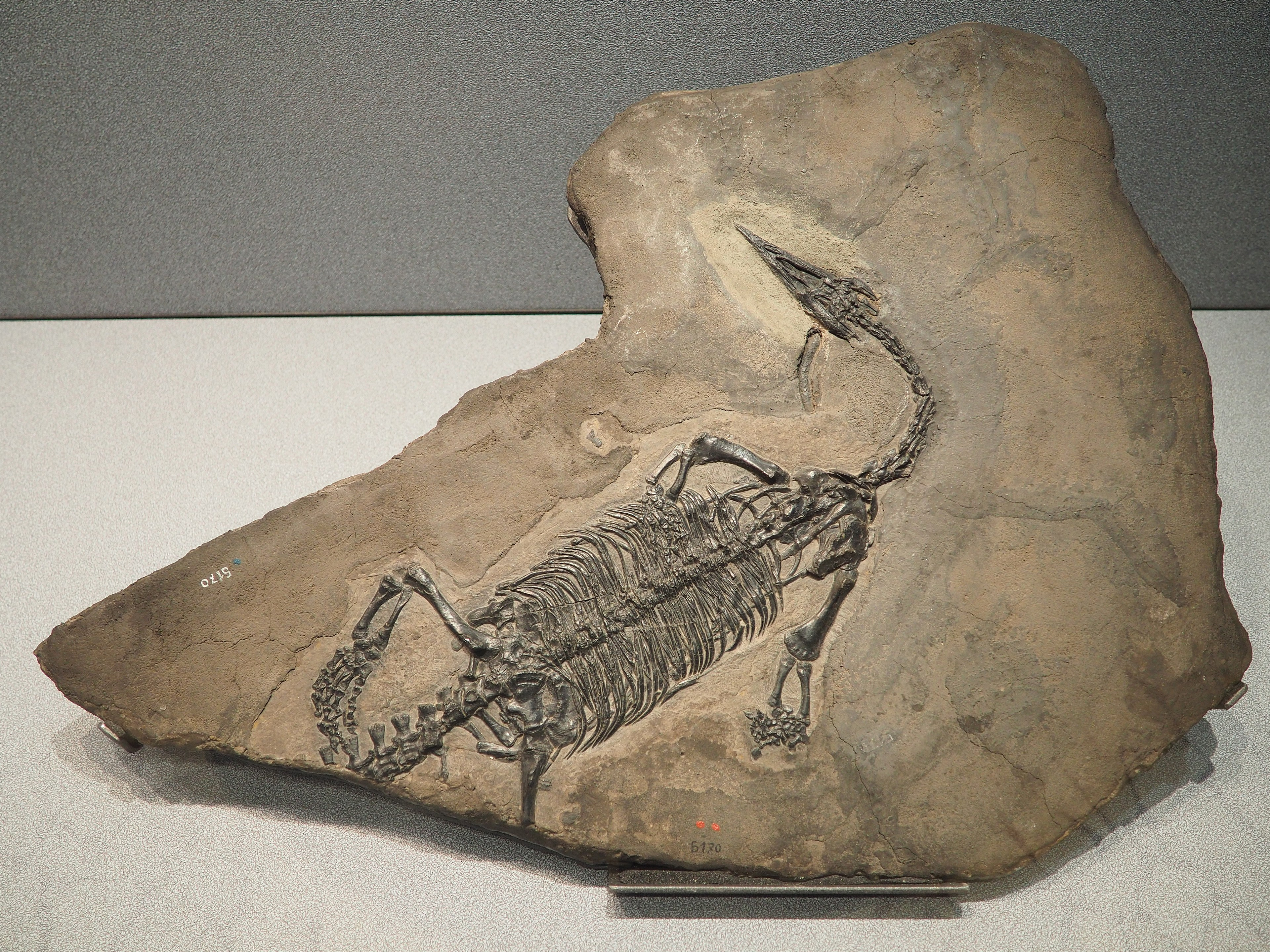
Endennasaurus acutirostris, ritrovato a Zogno

La sezione di paleontologia «è particolarmente ricca: oltre al calco in grandezza naturale di uno scheletro di allosauro, sono importanti i reperti fossili del Triassico, rinvenuti nelle valli bergamasche. Degni di nota sono inoltre i coralli del Paleozoico, le ammoniti piritizzate, resti di insetti inclusi in ambra [...], la libellula Italophlebia gervasuttii, i fossili del più antico rettile volante, l'Eudimorphodon ranzii (...), del rettile Endennasaurus acutirostris, di un fitosauro, ed i resti scheletrici degli elefanti (Elephas meridionalis) rinvenuti nelle miniere di lignite della Val Gandino».

### Sezione di entomologia
Il museo si caratterizza particolarmente per la collezione di esemplari di aracnidi, inaugurata durante la direzione di Antonio Valle tra gli anni 50 e 70 nel territorio mediterraneo, divisa in 80'000 esemplari appartenenti a 50 famiglie, rappresentate da oltre 380 generi e 1'100 specie,.
La collezione lepidotterologica ereditata nel 1918 da Antonio Curò si compone di 12'000 esemplari appartenenti a 73 famiglie di 1'071 generi e 2'524 specie, provenienti da ogni parte del mondo.
Altri esemplari provengono dalla collezione di Renato Perlini, introdotto proprio da Curò alle scienze naturali, che comprende 1'200 esemplari, raccolti tra il 1'889 e il 1923, appartenenti a 17 famiglie, 196 generi e 309 specie.

### Sezione di etnografia
La sezione di etnografia, riallestita nel 2024, mostra la collezione Beltrami che contiene i reperti raccolti nei viaggi svolti dall'esploratore di origine bergamasca Costantino Beltrami tra i nativi nordamericani all'inizio del XIX secolo, nei territori dei Sioux e Chippewa. La collezione vanta 1'200 oggetti di origine americana e africana. Il museo raccoglie alcuni tra i più antichi reperti di questi gruppi etnici.